# Coupe du monde de cyclo-cross
La Coupe du monde de cyclo-cross est une compétition de cyclo-cross créée en 1993 par l'Union cycliste internationale (UCI) et regroupant une dizaine d'épreuves entre les mois d'octobre et de janvier.
Le nombre d'épreuves intégrées par l'UCI au calendrier de la Coupe du monde varie d'une année à l'autre. Elles sont par exemple au nombre de sept pour la saison 2013-2014 et de seize en 2021-2022.
La Coupe du monde regroupe six catégories : élites (hommes et femmes), moins de 23 ans (hommes et femmes) et juniors (hommes et femmes). Néanmoins, cela ne donne pas lieu à six courses par manche : les femmes élites et moins de 23 ans disputent les mêmes courses et les catégories moins de 23 et juniors ont un calendrier plus allégé que celui des élites. Des points sont attribués aux 25 premiers coureurs de chaque manche, permettant d'établir le classement de chaque catégorie.

## Palmarès

### Hommes élites
| Saison    | Vainqueur                  | Deuxième                   | Troisième                  |
| --------- | -------------------------- | -------------------------- | -------------------------- |
| 1993-1994 | Paul Herijgers             | Danny De Bie               | Marc Janssens              |
| 1994-1995 | Daniele Pontoni            | Dominique Arnould          | Radomír Šimůnek sr.        |
| 1995-1996 | Luca Bramati               | Richard Groenendaal        | Beat Wabel                 |
| 1996-1997 | Adrie van der Poel         | Richard Groenendaal        | Marc Janssens              |
| 1997-1998 | Richard Groenendaal        | Adrie van der Poel         | Daniele Pontoni            |
| 1998-1999 | Mario De Clercq            | Daniele Pontoni            | Sven Nys                   |
| 1999-2000 | Sven Nys                   | Richard Groenendaal        | Mario De Clercq            |
| 2000-2001 | Richard Groenendaal        | Bart Wellens               | Mario De Clercq            |
| 2001-2002 | Sven Nys                   | Mario De Clercq            | Bart Wellens               |
| 2002-2003 | Bart Wellens               | Sven Nys                   | Mario De Clercq            |
| 2003-2004 | Richard Groenendaal        | Sven Nys                   | Bart Wellens               |
| 2004-2005 | Pas de classement officiel | Pas de classement officiel | Pas de classement officiel |
| 2005-2006 | Pas de classement officiel | Pas de classement officiel | Pas de classement officiel |
| 2006-2007 | Pas de classement officiel | Pas de classement officiel | Pas de classement officiel |
| 2007-2008 | Pas de classement officiel | Pas de classement officiel | Pas de classement officiel |
| 2008-2009 | Sven Nys                   | Bart Wellens               | Zdeněk Štybar              |
| 2009-2010 | Zdeněk Štybar              | Niels Albert               | Sven Nys                   |
| 2010-2011 | Niels Albert               | Kevin Pauwels              | Sven Nys                   |
| 2011-2012 | Kevin Pauwels              | Sven Nys                   | Zdeněk Štybar              |
| 2012-2013 | Niels Albert               | Kevin Pauwels              | Sven Nys                   |
| 2013-2014 | Lars van der Haar          | Philipp Walsleben          | Niels Albert               |
| 2014-2015 | Kevin Pauwels              | Lars van der Haar          | Corné van Kessel           |
| 2015-2016 | Wout van Aert              | Lars van der Haar          | Kevin Pauwels              |
| 2016-2017 | Wout van Aert              | Kevin Pauwels              | Tom Meeusen                |
| 2017-2018 | Mathieu van der Poel       | Wout van Aert              | Toon Aerts                 |
| 2018-2019 | Toon Aerts                 | Wout van Aert              | Mathieu van der Poel       |
| 2019-2020 | Toon Aerts                 | Eli Iserbyt                | Michael Vanthourenhout     |
| 2020-2021 | Wout van Aert              | Mathieu van der Poel       | Michael Vanthourenhout     |
| 2021-2022 | Eli Iserbyt                | Michael Vanthourenhout     | Toon Aerts                 |
| 2022-2023 | Laurens Sweeck             | Michael Vanthourenhout     | Eli Iserbyt                |
| 2023-2024 | Eli Iserbyt                | Joris Nieuwenhuis          | Pim Ronhaar                |
| 2024-2025 | Michael Vanthourenhout     | Toon Aerts                 | Joran Wyseure              |

Statistiques
| Titres | Coureur                | Saisons                   |
| ------ | ---------------------- | ------------------------- |
| 3      | Richard Groenendaal    | 1997-98, 2000-01, 2003-04 |
| 3      | Sven Nys               | 1999-00, 2001-02, 2008-09 |
| 3      | Wout van Aert          | 2015-16, 2016-17, 2020-21 |
| 2      | Niels Albert           | 2010-11, 2012-13          |
| 2      | Kevin Pauwels          | 2011-12, 2014-15          |
| 2      | Toon Aerts             | 2018-19, 2019-20          |
| 2      | Eli Iserbyt            | 2021-22, 2023-24          |
| 1      | Paul Herijgers         | 1993-94                   |
| 1      | Daniele Pontoni        | 1994-95                   |
| 1      | Luca Bramati           | 1995-96                   |
| 1      | Adrie van der Poel     | 1996-97                   |
| 1      | Mario De Clercq        | 1998-99                   |
| 1      | Bart Wellens           | 2002-03                   |
| 1      | Zdeněk Štybar          | 2009-10                   |
| 1      | Lars van der Haar      | 2013-14                   |
| 1      | Mathieu van der Poel   | 2017-18                   |
| 1      | Laurens Sweeck         | 2022-23                   |
| 1      | Michael Vanthourenhout | 2024-25                   |

| Coureur                | 1er | 2e | 3e | Total |
| ---------------------- | --- | -- | -- | ----- |
| Sven Nys               | 50  | 18 | 14 | 83    |
| Mathieu van der Poel   | 43  | 5  | 3  | 51    |
| Wout van Aert          | 17  | 26 | 4  | 47    |
| Eli Iserbyt            | 17  | 9  | 9  | 33    |
| Richard Groenendaal    | 13  | 18 | 8  | 39    |
| Kevin Pauwels          | 11  | 13 | 11 | 35    |
| Niels Albert           | 11  | 11 | 6  | 28    |
| Lars van der Haar      | 9   | 14 | 10 | 33    |
| Bart Wellens           | 7   | 15 | 5  | 27    |
| Zdeněk Štybar          | 7   | 10 | 6  | 23    |
| Daniele Pontoni        | 7   | 6  | 4  | 17    |
| Erwin Vervecken        | 6   | 8  | 14 | 26    |
| Michael Vanthourenhout | 6   | 7  | 16 | 29    |
| Lars Boom              | 6   | 1  | 3  | 10    |
| Paul Herijgers         | 5   | 1  | 2  | 8     |
| Mario De Clercq        | 4   | 7  | 9  | 20    |
| Toon Aerts             | 3   | 14 | 12 | 29    |
| Adrie van der Poel     | 3   | 8  | 5  | 16    |
| Tom Pidcock            | 3   | 2  | 8  | 13    |
| Luca Bramati           | 3   | 1  | 3  | 7     |
| Dominique Arnould      | 3   | 0  | 0  | 3     |

### Femmes élites
| Saison    | Vainqueur                  | Deuxième                   | Troisième                  |
| --------- | -------------------------- | -------------------------- | -------------------------- |
| 2002-2003 | Daphny van den Brand       | Hilde Quintens             | Anja Nobus                 |
| 2003-2004 | Hanka Kupfernagel          | Marianne Vos               | Maryline Salvetat          |
| 2004-2005 | Pas de classement officiel | Pas de classement officiel | Pas de classement officiel |
| 2005-2006 | Pas de classement officiel | Pas de classement officiel | Pas de classement officiel |
| 2006-2007 | Pas de classement officiel | Pas de classement officiel | Pas de classement officiel |
| 2007-2008 | Pas de classement officiel | Pas de classement officiel | Pas de classement officiel |
| 2008-2009 | Hanka Kupfernagel          | Daphny van den Brand       | Katherine Compton          |
| 2009-2010 | Daphny van den Brand       | Marianne Vos               | Sanne van Paassen          |
| 2010-2011 | Sanne van Paassen          | Katherine Compton          | Marianne Vos               |
| 2011-2012 | Daphny van den Brand       | Marianne Vos               | Katherine Compton          |
| 2012-2013 | Katherine Compton          | Sanne van Paassen          | Nikki Harris               |
| 2013-2014 | Katherine Compton          | Nikki Harris               | Marianne Vos               |
| 2014-2015 | Sanne Cant                 | Ellen Van Loy              | Katherine Compton          |
| 2015-2016 | Sanne Cant                 | Eva Lechner                | Nikki Harris               |
| 2016-2017 | Sophie de Boer             | Sanne Cant                 | Kateřina Nash              |
| 2017-2018 | Sanne Cant                 | Kaitlin Keough             | Eva Lechner                |
| 2018-2019 | Marianne Vos               | Sanne Cant                 | Annemarie Worst            |
| 2019-2020 | Annemarie Worst            | Ceylin Alvarado            | Kateřina Nash              |
| 2020-2021 | Lucinda Brand              | Ceylin Alvarado            | Denise Betsema             |
| 2021-2022 | Lucinda Brand              | Denise Betsema             | Puck Pieterse              |
| 2022-2023 | Fem van Empel              | Puck Pieterse              | Shirin van Anrooij         |
| 2023-2024 | Ceylin Alvarado            | Puck Pieterse              | Lucinda Brand              |
| 2024-2025 | Lucinda Brand              | Fem van Empel              | Blanka Vas                 |

Statistiques
| Titres | Coureuse             | Saisons                   |
| ------ | -------------------- | ------------------------- |
| 3      | Daphny van den Brand | 2002-03, 2009-10, 2011-12 |
| 3      | Sanne Cant           | 2014-15, 2015-16, 2017-18 |
| 3      | Lucinda Brand        | 2020-21, 2021-22, 2024-25 |
| 2      | Hanka Kupfernagel    | 2003-04, 2008-09          |
| 2      | Katherine Compton    | 2012-13, 2013-14          |
| 1      | Sanne van Paassen    | 2010-11                   |
| 1      | Sophie de Boer       | 2016-17                   |
| 1      | Marianne Vos         | 2018-19                   |
| 1      | Annemarie Worst      | 2019-20                   |
| 1      | Fem van Empel        | 2022-23                   |
| 1      | Ceylin Alvarado      | 2023-24                   |

| Coureuse             | 1re | 2e | 3e | Total |
| -------------------- | --- | -- | -- | ----- |
| Marianne Vos         | 28  | 16 | 11 | 55    |
| Katherine Compton    | 24  | 13 | 11 | 48    |
| Daphny van den Brand | 22  | 13 | 9  | 44    |
| Lucinda Brand        | 20  | 19 | 9  | 48    |
| Fem van Empel        | 18  | 5  | 2  | 25    |
| Hanka Kupfernagel    | 14  | 17 | 3  | 34    |
| Sanne Cant           | 11  | 2  | 9  | 22    |
| Puck Pieterse        | 7   | 15 | 10 | 32    |
| Ceylin Alvarado      | 7   | 12 | 6  | 25    |
| Kateřina Nash        | 7   | 6  | 9  | 22    |
| Annemarie Worst      | 4   | 2  | 6  | 12    |
| Denise Betsema       | 3   | 4  | 7  | 14    |
| Shirin van Anrooij   | 3   | 0  | 5  | 8     |

### Hommes espoirs
| Saison    | Vainqueur              | Deuxième              | Troisième               |
| --------- | ---------------------- | --------------------- | ----------------------- |
| 2004-2005 | Martin Bína            | Simon Zahner          | Zdeněk Štybar           |
| 2005-2006 | Kevin Pauwels          | Romain Villa          | Dieter Vanthourenhout   |
| 2006-2007 | Niels Albert           | Dieter Vanthourenhout | Lukáš Klouček           |
| 2007-2008 | Niels Albert           | Aurélien Duval        | Jonathan Lopez          |
| 2008-2009 | Philipp Walsleben      | Aurélien Duval        | Kenneth Van Compernolle |
| 2009-2010 | Tom Meeusen            | Róbert Gavenda        | Arnaud Jouffroy         |
| 2010-2011 | Lars van der Haar      | Matthieu Boulo        | Vincent Baestaens       |
| 2011-2012 | Lars van der Haar      | Mike Teunissen        | Julian Alaphilippe      |
| 2012-2013 | Wietse Bosmans         | Wout van Aert         | Corné van Kessel        |
| 2013-2014 | Mathieu van der Poel   | Wout van Aert         | Laurens Sweeck          |
| 2014-2015 | Michael Vanthourenhout | Laurens Sweeck        | Wout van Aert           |
| 2015-2016 | Eli Iserbyt            | Quinten Hermans       | Joris Nieuwenhuis       |
| 2016-2017 | Joris Nieuwenhuis      | Quinten Hermans       | Clément Russo           |
| 2017-2018 | Tom Pidcock            | Eli Iserbyt           | Thijs Aerts             |
| 2018-2019 | Tom Pidcock            | Eli Iserbyt           | Antoine Benoist         |
| 2019-2020 | Kevin Kuhn             | Ryan Kamp             | Antoine Benoist         |
| 2020-2021 | Thomas Mein            | Ben Turner            | Iván Feijoo             |
| 2021-2022 | Mees Hendrikx          | Pim Ronhaar           | Emiel Verstrynge        |
| 2022-2023 | Thibau Nys             | Tibor Del Grosso      | Witse Meeussen          |
| 2023-2024 | Tibor Del Grosso       | Emiel Verstrynge      | Jente Michels           |
| 2024-2025 | Tibor Del Grosso       | Jente Michels         | Aubin Sparfel           |

### Femmes espoirs
| Saison    | Vainqueur          | Deuxième             | Troisième            |
| --------- | ------------------ | -------------------- | -------------------- |
| 2018-2019 | Ceylin Alvarado    | Fleur Nagengast      | Inge van der Heijden |
| 2019-2020 | Ceylin Alvarado    | Inge van der Heijden | Anna Kay             |
| 2020-2021 | Blanka Vas         | Manon Bakker         | Puck Pieterse        |
| 2021-2022 | Puck Pieterse      | Fem van Empel        | Shirin van Anrooij   |
| 2022-2023 | Shirin van Anrooij | Marie Schreiber      | Line Burquier        |
| 2023-2024 | Leonie Bentveld    | Zoe Bäckstedt        | Marie Schreiber      |
| 2024-2025 | Zoe Bäckstedt      | Marie Schreiber      | Leonie Bentveld      |

### Hommes juniors
| Saison    | Vainqueur              | Deuxième              | Troisième           |
| --------- | ---------------------- | --------------------- | ------------------- |
| 2004-2005 | Davide Malacarne       | Ricardo van der Velde | Julien Taramarcaz   |
| 2005-2006 | Róbert Gavenda         | Tom Meeusen           | Boy van Poppel      |
| 2006-2007 | Joeri Adams            | Jiří Polnický         | Thomas Girard       |
| 2007-2008 | Arnaud Jouffroy        | Lubomír Petruš        | Stef Boden          |
| 2008-2009 | Tijmen Eising          | Lars van der Haar     | Wietse Bosmans      |
| 2009-2010 | David van der Poel     | Gert-Jan Bosman       | Jens Vandekinderen  |
| 2010-2011 | Laurens Sweeck         | Daniel Peeters        | Lars Forster        |
| 2011-2012 | Mathieu van der Poel   | Quentin Jauregui      | Romain Seigle       |
| 2012-2013 | Mathieu van der Poel   | Martijn Budding       | Logan Owen          |
| 2013-2014 | Adam Ťoupalík          | Yannick Peeters       | Kobe Goossens       |
| 2014-2015 | Eli Iserbyt            | Johan Jacobs          | Max Gulickx         |
| 2015-2016 | Jens Dekker            | Jappe Jaspers         | Tanguy Turgis       |
| 2016-2017 | Toon Vandebosch        | Antoine Benoist       | Tom Pidcock         |
| 2017-2018 | Tomáš Kopecký          | Pim Ronhaar           | Mees Hendrikx       |
| 2018-2019 | Witse Meeussen         | Ryan Cortjens         | Thibau Nys          |
| 2019-2020 | Thibau Nys             | Dario Lillo           | Lennert Belmans     |
| 2020-2021 | Matěj Stránský         | Lorenzo Masciarelli   | Matyáš Fiala        |
| 2021-2022 | David Haverdings       | Louka Lesueur         | Nathan Smith        |
| 2022-2023 | Léo Bisiaux            | Yordi Corsus          | Viktor Vandenberghe |
| 2023-2024 | Stefano Viezzi         | Aubin Sparfel         | Keije Solen         |
| 2024-2025 | Soren Bruyère Jourmand | Mattia Agostinacchio  | Giel Lejeune        |

### Femmes juniors
| Saison    | Vainqueur         | Deuxième        | Troisième           |
| --------- | ----------------- | --------------- | ------------------- |
| 2020-2021 | Zoe Bäckstedt     | Marie Schreiber | Lucia Bramati       |
| 2021-2022 | Leonie Bentveld   | Zoe Bäckstedt   | Lauren Molengraaf   |
| 2022-2023 | Lauren Molengraaf | Ava Holmgren    | Isabella Holmgren   |
| 2023-2024 | Célia Gery        | Cat Ferguson    | Viktória Chladoňová |
| 2024-2025 | Rafaëlle Carrier  | Lise Revol      | Barbora Bukovská    |